# 沃特·韦塞尔斯
沃特·维南·韦塞尔斯（1985年3月18日—）是南非政治人物，目前担任南非国民议会自由阵线加议员，同时也担任议会审计长常设委员会主席。他于2017年12月1日就任议员，接替前一天卸任的前党魁彼得·米尔德

## 早年生涯
韦塞尔斯于1985年出生于南非东伦敦，他先是毕业于格伦斯高中，随后就读于自由州大学，在此期间他曾担任自由阵线加的校园领导人。

## 职业生涯
大学毕业后，他在自由邦省的“自由阵线加”工作。在党魁彼得·米尔德被任命为南非政府内阁副部长后，他担任其私人秘书。他于2009年至2014年担任该职位五年。
他是自由阵线加在自由邦省的副领导人，也是该党的选举事务负责人。韦塞尔斯是该党联邦委员会、联邦执行委员会和全国执行委员会的成员，还曾担任自由阵线加的全国青年领袖。
2013年，韦塞尔斯当选自由邦省立法机构议员。他在2014年和2016年的选举中担任全国选举协调员。在彼得·米尔德于2017年11月辞去国民议会议员职务后，韦塞尔斯被任命为国民议会议员以接替米尔德的席位，而他的妻子塔米则接替了他在省立法机构中的席位。他于2019年5月再次当选议员，而他的妻子塔米亦获选自由阵线加议员。之后在2024年的大选中，韦塞尔斯得以再度连任。

## 个人生活
韦塞尔斯于2015年与塔米·布里特结婚。2018年，他们家遭遇了入室盗窃。